# Pocket Mortys
Pocket Mortys è un videogioco di ruolo del 2016, sviluppato da Big Pixel Studios e pubblicato da Adult Swim, che ha per protagonisti i personaggi di Rick and Morty. Le meccaniche del gioco sono una parodia del media franchise Pokémon. Il gioco, la cui distribuzione era inizialmente programmata per il 14 gennaio 2016, è stato pubblicato con un giorno di anticipo.
Basato sul concetto di multiverso descritto nell'episodio Incontri ravvicinati del Rick-tipo, il decimo della prima stagione, il gioco utilizza uno stile e un concept similare ai giochi Pokémon, in cui catturare vari Morty selvatici e affrontare allenatori da altri universi, in forma aliena o versioni alternative di Rick e Jerry.

## Modalità di gioco
Pocket Mortys è un gioco in terza persona, con prospettiva dall'alto, e si compone di tre schermi fondamentali: un overworld, in cui navigare con il personaggio protagonista; uno schermo di battaglia con vista laterale; e un'interfaccia a menu, in cui ogni giocatore configura i propri Morty, gli oggetti o le impostazioni di gioco.
Il giocatore può utilizzare i propri Morty per combattere contro altri Morty avversari. I Morty selvatici sono visibili sull'overworld e possono essere catturati utilizzando un "chip manipolatore di Morty". Le lotte con gli allenatori sono anch'esse visibili e implicano una lotta, senza via di fuga, contro un massimo di cinque Morty. Quando il giocatore incontra un Morty o un allenatore, lo schermo passa a una schermata di battaglia a turni, in cui appaiono i Morty impegnati nel combattimento. Durante la battaglia, il giocatore può selezionare una mossa per il suo Morty da utilizzare nella lotta, usare un oggetto, cambiare il proprio Morty attivo, o (contro i Morty selvatici) tentare di fuggire. I Morty hanno dei punti vita (PV); quando i PV di un Morty sono ridotti a zero, esso rimane stordito e non può più combattere. Una volta che un Morty nemico viene sconfitto, il Morty del giocatore coinvolto nella battaglia riceve un certo numero di punti esperienza (EXP). Dopo aver accumulato abbastanza punti EXP, un Morty sale di livello. Si possono anche combinare due Morty dello stesso tipo per farli evolvere: queste evoluzioni influenzano le statistiche e le mosse apprese. Esistono infatti quattro tipi di Morty: di tipo normale, e gli altri tre corrispondenti ai simboli della morra cinese: sasso, carta e forbice.
L'obiettivo finale del gioco è quello di catturare tutti gli oltre 100 tipi di Morty, di livellarli e formare un team di Morty per combattere e sconfiggere il Consiglio dei Rick, che ha preso la "pistola sparaportali" a Rick, fino a che egli non si dimostrerà degno di riaverla.

## Accoglienza
Il gioco ha ricevuto recensioni per lo più favorevoli, guadagnando un punteggio di 73 su un massimo di 100 sul sito di recensioni Metacritic. PC Magazine ha dato al gioco un "buon" 3.5/5 e Kotaku ha dichiarato che il gioco è stato "splendido". IGN invece non era così favorevole, dando al gioco un "mediocre" 5.5, affermando che il gioco "manca di coesione" e che era "poco più di un'imitazione diluita di Pokémon". HardcoreGamer, rispecchiando questo parere, ha dato al gioco 2.5/5.